# Pascal Auberson

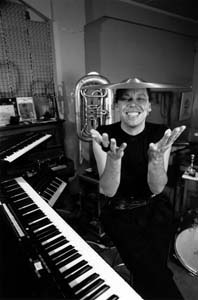
Pascal Auberson

Pascal Auberson (* 21. April 1952 in Lausanne) ist ein Schweizer Sänger, Perkussionist und Pianist.

## Leben
Pascal Auberson studierte Schlagzeug bei Kenny Clarke in Paris und absolvierte eine klassische Ausbildung am Conservatoire de Genève bei Pierre Métral (Schlagwerk) und Henri Chaix (Piano). 1972 begann er seine professionelle Karriere als Schlagwerker im Orchestre de la Suisse Romande. Weiterhin arbeitete er im Jazz, zum Beispiel als Pianist in François Lindemanns Projekt „Piano Seven“ (gemeinsam mit Brigitte Meyer), und als Chansonsänger. Er gewann den ersten Preis der Kategorie Chanson Française beim Festival in Spa. Tourneen führten ihn in zahlreiche europäische Länder sowie nach Afrika und China. Er spielte unter anderem im Pariser Olympia und im Théâtre de la Ville sowie in vielen Fernsehsendungen. Er nahm über ein Dutzend Alben für verschiedene Labels auf, darunter Sonopresse, Plainisphare und Polydor.
Zusammen mit der Choreographin Diane Decker erarbeitete er die Stücke L’intérieur du décor, Lysis, Rire, Icare des ailes pour une nuit, L’eau de l’--il, En attendant le taureau und La longue marche. In Zusammenarbeit mit der Choreographin Noemi Lapzeson und der Tänzerin Marcela San-Pedro entstanden Tues-tu ?, Trace und 7e ciel, und mit der Kompanie Cie Alias des Choreographen Guilherme Botelho führte er die Stücke En manque und Moving a perhaps. Er erhielt den Grand Prix des Variétés et de la Chanson 1990 der Fondation vaudoise pour la promotion et la création artistique.
Weitere Kollaborationen bestanden mit Jean-François Bovard und der Big Band de Lausanne beim Montreux Jazz Festival 1997 (Big Bang und Dr Jekyll et M. Hyde), mit Léon Francioli und Daniel Bourquin und dem BBFC (Liberté provisoire, Big band Musique, 1991, Border Line, Bassist Instinct 2, Free Cabaret), mit Yvette Théraulaz, Trilok Gurtu, Pierre Audétat und der Tanzkompanie ADN Dialect. 2017 hat ihn das Bundesamt für Kultur mit einem Schweizer Musikpreis ausgezeichnet.

## Diskografie
- Ophélie, 1974
- Comédienne, 1976
- Jamaïca, 1978
- L’âme au bout de doigts, 1984
- Ange rebelle, 1988
- Mille voci, 1990
- Piano Seven, 1991
- En manque / Moving a Perhaps, 1990
- Border Line «La passion», 1995
- A table, 1996
- Big bang, 1997
- Ceux qu’on aime, 2000
- Aubersong, 2001
- A choeur ouvert, 2003
- Kelomès, 2007
- Le meilleur de Pascal Auberson, 2008